# Stara Kapela (Dubrava)
 Stara Kapela  falu Horvátországban Zágráb megyében. Közigazgatásilag Dubravához tartozik.

## Fekvése
Zágrábtól 50 km-re keletre, községközpontjától 8 km-re északkeletre, a megye keleti részén fekszik.

## Története
A településnek 1981-ig Stara Srpska Kapela volt a neve.
1890-ben 234 lakosa volt. Trianonig Belovár-Kőrös vármegye Križi járásához tartozott. 2001-ben 242  lakosa volt.

## Lakosság
| Lakosság változása | Lakosság változása | Lakosság változása | Lakosság változása | Lakosság változása | Lakosság változása | Lakosság változása | Lakosság változása | Lakosság változása | Lakosság változása | Lakosság változása | Lakosság változása | Lakosság változása | Lakosság változása | Lakosság változása |
| ------------------ | ------------------ | ------------------ | ------------------ | ------------------ | ------------------ | ------------------ | ------------------ | ------------------ | ------------------ | ------------------ | ------------------ | ------------------ | ------------------ | ------------------ |
| 1857               | 1869               | 1880               | 1890               | 1900               | 1910               | 1921               | 1931               | 1948               | 1953               | 1961               | 1971               | 1981               | 1991               | 2001               |
| 0                  | 0                  | 0                  | 234                | 221                | 0                  | 0                  | 0                  | 309                | 317                | 276                | 244                | 180                | 204                | 242                |

## Külső hivatkozások
Dubrava község hivatalos oldala